# Goya al millor curtmetratge de ficció
El Premi Goya al millor curtmetratge de ficció és un dels 28 premis Goya que s'otorguen anualment. És concedit des de la quarta edició, l'any 1989.

## Nominats i guanyadors

### Dècada del 2020
| Guanyador             | Candidats | |
| XXXIX edició - 2025   | XXXIX edició - 2025 | XXXIX edició - 2025 |
| --------------------- | --- | --- |
|                       | | - Betiko gaua; produït per Ander Barinaga-Rementeria Arano, Ander Sagardoy Múgica, Carmen Lacasa Aguinaga, Eneko Sagardoy, Paul Urkijo Alijo - Cuarentena; produït per María del Puy Alvarado, Celia de Molina - El trono; produït per Arturo Valls, Carmela Martínez Oliart, Félix Tusell Sánchez, Lucía Jiménez - La gran obra; produït per Lluís Quílez i Sala, Àlex Lora - Mamántula; produït per Ion de Sosa, Leire Apellaniz, Paola Alvarez, Tasio |
| XXXVIII edició - 2024 | | |
|                       | Aunque es de noche Guillermo García López, Damien Megherbi, David Casas Riesco, Justin Pechberty, Marina García López, Pablo de la Chica | - Carta a mi madre para mi hijo — Carla Simón, María Zamora Morcillo - Cuentas divinas — Eulàlia Ramon, Anna Saura - La loca y el feminista — Sandra Gallego, María del Puy Alvarado, Penélope Cristóbal - París 70 — Dani Feixas, Alba Forn |
| XXXVII edició - 2023  | | |
|                       | Arquitectura emocional 1959 d'Elías León Siminiani, Ainhoa Ramírez i María Herrera                                                       | - Chaval, de Jaime Olías, Jiajie Yu Yan i Néstor Ruiz Medina - Cuerdas, de Lara Izagirre, Estibaliz Urresola Solaguren i Garazi Elorza Vadillo - La entrega, de César Benítez, Pablo de la Chica i David Casas Riesco - Sorda, d'Eva Libertad i Nuria Muñoz |
| XXXVI edició - 2022   | | |
|                       | Tótem loba de Verónica Echegui | - Farrucas, d'Ian de la Rosa - Mindanao, de Borja Soler - Votamos, de Santiago Requejo - Yalla, de Carlo D'Ursi |
| XXXV edició - 2021    | | |
|                       | A la cara | - 16 de decembro - Beef - Gastos incluidos - Lo efímero |
| XXXIV edició - 2020   | | |
|                       | Suc de síndria d'Irene Moray | - El nadador, de Pablo Barce - Foreigner, de Carlos Violadé Guerrero - Maras, de Salvador Calvo - Xiao Xian, de Jiajie Yu Yan |

### Dècada del 2010
| Guanyador            | Candidats                                | |
| XXXIII edició - 2019 | XXXIII edició - 2019                     | XXXIII edició - 2019 |
| -------------------- | ---------------------------------------- | --- |
|                      | Cerdita de Carlota Pereda                | - 9 pasos, de Marisa Crespo i Moisés Romera - Bailaora, de Rubin Stein - El niño que quería volar, de Jorge Muriel - Matria, d'Álvaro Gago           |
| XXXII edició - 2018  |                                          | |
|                      | Madre de Rodrigo Sorogoyen               | - Australia, de Lino Escalera - Baraka, de Néstor Ruiz Medina - Como yo te amo, de Fernando García-Ruiz - Extraños en la carretera, de Carlos Solano |
| XXXI edició - 2017   |                                          | |
|                      | Timecode de Juanjo Giménez Peña          | - Bla, Bla, Bla, d'Alexis Morante - En la azotea, de Damià Serra - Graffiti, de Lluís Quílez Sala - La invitación, de Susana Casares                 |
| XXX edició - 2016    |                                          | |
|                      | El corredor de José Luis Montesinos      | - Cordelias de Gracia Querejeta - El Trueno Rojo d'Álvaro Ron - Inside the Box de David Martín-Porras - Os meninos do rio de Javier Macipe           |
| XXIX edició - 2015   |                                          | |
|                      | Café para llevar de Patricia Font        | - Todo un futuro juntos de Pablo Remón - Loco con ballesta de Kepa Sojo - Trato preferente de Carlos Polo                                            |
| XXVIII edició - 2014 |                                          | |
|                      | Abstenerse agencias de Gaizka Urresti    | - Pipas de Manuela Moreno - El paraguas de colores de Eduardo Cardoso - Lucas d'Álex Montoya - De noche y de pronto d'Arantxa Echevarria             |
| XXVII edició - 2013  |                                          | |
|                      | Aquel no era yo d'Esteban Crespo         | - Ojos que no ven de Natalia Mateo - Voice Over de Martín Rosete - La boda de Marina Seresesky                                                       |
| XXVI edició - 2012   |                                          | |
|                      | El barco pirata de Fernando Trullols     | - Meine Liebe de Ricardo Steinberg i Laura Pousa - El premio de León Siminiani - Matar a un niño de César i José Esteban Alenda                      |
| XXV edició - 2011    |                                          | |
|                      | Una caja de botones de María Reyes Arias | - El orden de las coses de César i José Esteban Alenda - Adiós papá, adiós mamá de Luis Soravilla - Zumo de limón de Miguel Romero i Jorge Muriel    |
| XXIV edició - 2010   |                                          | |
|                      | Dime que yo de Mateo Gil                 | - La tama de Martín Costa - Lala d'Esteban Crespo - Teràpia de Nuria Verde                                                                           |

### Dècada del 2000
| Guanyador           | Candidats                                                      | |
| XXIII edició - 2009 | XXIII edició - 2009                                            | XXIII edició - 2009 |
| ------------------- | -------------------------------------------------------------- | --- |
|                     | Miente d'Isabel de Ocampo                                      | - El encargado de Sergio Barrejón - Final d'Hugo Martín Cuervo - Machu Picchu d'Hatem Khraiche - Porque hay cosas que nunca se olvidan de Lucas Figueroa                    |
| XXII edició - 2008  |                                                                | |
|                     | Salvador (Historia de un milagro cotidiano) d'Abdelatif Hwidar | - Padam... de José Manuel Carrasco - El pan nuestro de Aitor Merino - Paseo d'Arturo Ruiz - Proverbio chino de Javier San Román                                             |
| XXI edició - 2007   |                                                                | |
|                     | A ciegas... de Salvador Gómez Cuenca                           | - Contracuerpo d'Eduardo Chapero-Jackson - Equipajes de Toni Bestard - La guerra de Luiso Berdejo i Jorge Dorado - Propiedad privada de Ángeles Múñiz                       |
| XX edició - 2006    |                                                                | |
|                     | Nana de José Javier Rodríguez Melcón                           | - Bota de oro de José Luis Baringo i Ramón Tarrés - El examinador de José Antonio Pajares - Hiyab de Xavi Sala - El intruso de David Cánovas                                |
| XIX edició - 2005   |                                                                | |
|                     | Diez minutos d'Alberto Ruiz Rojo                               | - Amigo no gima de Iñaki Peñafiel - Cara sucia de Santiago Zannou Badillo - Larutanatural d'Àlex Pastor - Viernes de Xavi Puebla                                            |
| XVIII edició - 2004 |                                                                | |
|                     | Sueños de Daniel Guzmán                                        | - Carisma de David Planell - En camas separades de Javier Rebollo - Exprés de Daniel Sánchez Arévalo - Promoción (Prohibida su venta) de Luis Arribas de la Cruz            |
| XVII edició - 2003  |                                                                | |
|                     | Nada que perder de Rafa Russo                                  | - El espantapájaros de Gonzalo Zona - Historia de un búho de José Luis Acosta - Hoy x ti mañana x mí de Fran Torres - Uno más, uno menos de Álvaro Pastor i Antonio Naharro |
| XVI edició - 2002   |                                                                | |
|                     | Desaliñada de Gustavo Salmerón                                 | - Bamboleho de Luis Prieto - La mirada obliqua de Jesús Monllaó - La primera vez de Borja Cobeaga - V.O. d'Antonia San Juan                                                 |
| XV edició - 2001    |                                                                | |
|                     | Pantalones d'Ana Martínez                                      | - El beso de la tierra de Lucinda Torre - El puzle de Belén Macías - Los Almendros - Plaza nueva - d'Álvaro Alonso - The Raven... Nevermore de Tinieblas González           |
| XIV edició - 2000   |                                                                | |
|                     | Siete cafés por semana de Juana Macías                         | - Back Room de Guillem Morales - El paraíso perdido de Jaime Marques - Lencería de ocasión de Teresa Marcos - Obsesión de Carlos Esteban                                    |

### Dècada del 1990
| Guanyador          | Candidats | |
| XIII edició - 1999 | XIII edició - 1999                                                                                                 | XIII edició - 1999 |
| ------------------ | --- | --- |
|                    | Un día perfecto de Jacobo Rispa                                                                                    | - Genesis de Nacho Cerdà - Patesnak, un cuento de Navidad d'Iñaki Elizalde - Rufino d'Octavi Masia - Viaje a la luna de Frederic Amat               |
| XII edició - 1998  | | |
|                    | Cazadores d'Achero Mañas                                                                                           | - Campeones d'Antonio Conesa - En medio de ninguna parte de Javier Rebollo - Hola mamá de Pablo Fernández-Vilalta - Pasaia de Mikel Aguirresarobe   |
| XI edició - 1997   | | |
|                    | La viga de Roberto Lázaro García                                                                                   | - El tren de las ocho d'Esteban Requejo - David de Carles Sans - Esposados de Juan Carlos Fresnadillo - La gotera de Grojo i Jorge Sánchez-Cabezudo |
| X edició - 1996    | | |
|                    | La madre de Miguel Bardem                                                                                          | - Entre vías de Juan Vicente Córdoba - Escrito en la piel de Judith Colell - Hábitos de Juan Flahn - Solo amor de José Javier Rodríguez Melcon      |
| IX edició - 1995   | | |
|                    | Aquel ritmillo de Javier Fesser                                                                                    | - Sangre ciega de Geli Albaladejo i Miguel Albaladejo - Se paga al acto de Teresa Marcos                                                            |
| VIII edició - 1994 | | |
|                    | Perturbado de Santiago Segura                                                                                      | - Cita con Alberto de Josu Bilbao - Ivorsi de Josep M. Canyameras - Maldita suerte de José Maria Borrell - Quien mal anda mal acaba de Carles Sans  |
| VII edició - 1993  | | |
|                    | El columpio d'Álvaro Fernández Armero                                                                              | - La hiedra d'Antonio Conesa - Oro en la pared de Jesús R. Delgado                                                                                  |
| VI edició - 1992   | | |
|                    | La viuda negra de Jesús R. Delgado                                                                                 | - Eduardo de Diana de Petri - La doncella virtuosa de Vicente Pérez - Ni contigo ni sin ti de Gerardo Herrero                                       |
| V edició - 1991    | | |
|                    | Blanco o negro d'Andrés Sáenz de Heredia El viaje del agua de Gracia Querejeta, Nacho Pérez de la Paz i Jesús Ruíz | - Indefenso de Jesús R. Delgado |
| IV edició - 1990   | | |
|                    | El reino de Víctor de Juanma Bajo Ulloa                                                                            | - El número marcado de Juan Manuel Chumilla-Carbajosa - Kilómetro cero: la partida de Juan Luis Mendiaraz                                           |